# Kartoszyno

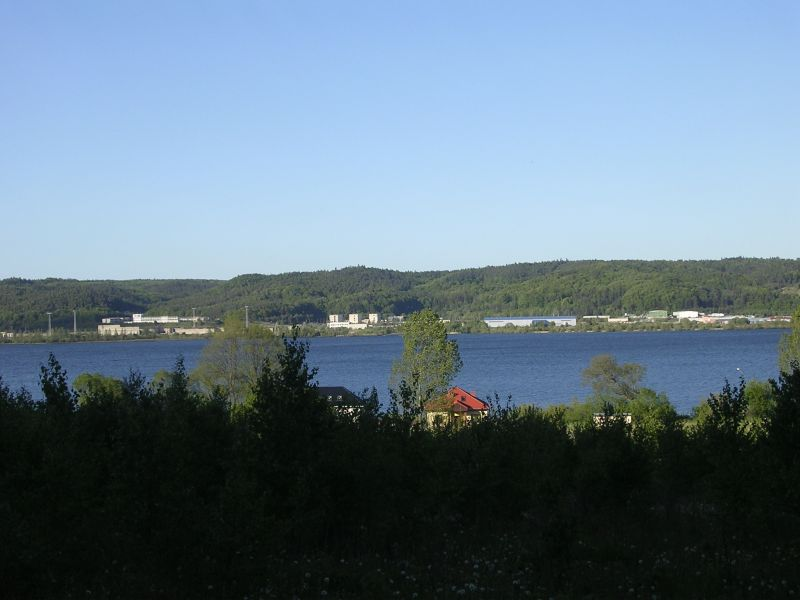
Panorama Kartoszyna i Jeziora Żarnowieckiego widoczna z Nadola.

Kartoszyno (kaszb. Kôrtoszëno, niem. Kartoschin) – stara kaszubska wieś w Polsce położona w województwie pomorskim, w powiecie puckim, w gminie Krokowa. Położona nad Jeziorem Żarnowieckim i rzeką Piaśnicą.
Wieś klasztoru cysterek w Żarnowcu w powiecie puckim województwa pomorskiego w II połowie XVI wieku. W latach 1975–1998 administracyjnie należała do województwa gdańskiego.

## Historia
Kartoszyno to dawna wieś, której teren to jedno z najstarszych miejsc osadnictwa na Pomorzu. Na Górze Zamkowej, u której podnóża jest położona miejscowość, odkryto pozostałości grodziska z okresu wczesnego średniowiecza (VIII-IX wiek). Pierwsze wzmianki o Kartoszynie pochodzą z 1284 roku. W historycznych dokumentach miejscowość widnieje pod nazwami: Kartoszyn (niem. Kartoschin), Karthusin itp. Początkowo wieś należała do zakonu cysterek, następnie benedyktynek. W dwudziestoleciu międzywojennym w jej okolicach przebiegała granica polsko-niemiecka.
W niedalekim Nadolu znajduje się skansen, w którym zrekonstruowano pochodzącą z Kartoszyna zagrodę chłopską z XIX wieku.
Od 1982 roku Kartoszyno było miejscem budowy Elektrowni Jądrowej Żarnowiec. Inwestycji tej zaniechano w 1990. Dla części przesiedlonych wówczas mieszkańców postawiono domy w niedalekim Odargowie. O losach rodzin, które w związku z budową elektrowni zmuszone były opuścić swoje domy, nakręcony został film dokumentalny „Ojcowizna” w reżyserii Ireneusza Englera.
Strefa budowy „Elektrowni Żarnowiec” uzyskała zelektryfikowane połączenie kolejowe z Wejherowem (linia ta w latach 80. XX wieku miała stanowić element zelektryfikowanego połączenia do Elektrowni Jądrowej w Żarnowcu – perspektywicznego rozszerzenia sieci trójmiejskiej SKM). W ostatnich latach sieć trakcyjna została całkowicie zdemontowana, a sama linia zawieszona.

## Współczesność
W 1993 na terenie, gdzie miała powstać elektrownia, utworzono Strefę Ekonomiczną Żarnowiec. Miało to na celu zagospodarowanie terenu i udostępnienie istniejącej infrastruktury pod działalność przemysłową. W 1997 w wyniku fuzji strefa przyjęła nazwę Specjalnej Strefy Ekonomicznej Żarnowiec-Tczew. Obecnie, po kolejnych przekształceniach, jest to Pomorska Specjalna Strefa Ekonomiczna – Teren Żarnowiec.
Grunty i budynki na terenie Strefy, sprzedawane przedsiębiorstwom produkcyjnym i usługowym, są już w większości zagospodarowane. Obecnie w Kartoszynie mieści się kilkadziesiąt przedsiębiorstw działających w różnorodnych branżach – m.in. budowlanej, chemicznej, tworzyw sztucznych, wyrobów metalowych, informatycznej, przetwórstwa rybnego i innych. W planach była również budowa Żarnowieckiej Elektrowni Gazowej.
Na terenie Kartoszyna leżą następujące ulice: Budowlana, Leśna, Okrężna, Prosta, Przemysłowa, Spokojna, Stolarska, Torfowa, Widokowa i Żarnowiecka.